# Ruber Marín
Pour les articles homonymes, voir Ruber, Marín et Valencia.
Marín  Valencia est un nom espagnol. Le premier nom de famille, en général paternel, est Marín ; le second, en général maternel, souvent omis, est Valencia.
Ruber Alveiro Marín Valencia (né le 7 juin 1968 à Argelia dans le département d'Antioquia) est un coureur cycliste colombien, professionnel entre 1992 et 2004.

## Palmarès
- 1988
  - 3e du championnat de Colombie sur route amateurs
- 1989
  - 1rea étape du Tour de Colombie espoirs (contre-la-montre par équipes)
- 1990
  -  Champion panaméricain du contre-la-montre par équipes (avec Héctor Iván Palacio, Fabio Jaramillo (en) et Juan Fajardo)
  -  Médaillé d'or du contre-la-montre par équipes des Jeux d'Amérique centrale et des Caraïbes (avec Julio César Ortegón (it), Juan Fajardo et Fabio Jaramillo (en))
  - 2e étape du Grand Prix Internacional de Café
  -  Médaillé d'argent du championnat panaméricain sur route
- 1991
  - 1re étape du Tour de Colombie
- 1992
  - 1re et 7e étapes du Tour de Colombie
- 1993
  - 4e et 9e étapes du Tour de Colombie
  - 2e et 3e étapes du Clásico RCN
- 1994
  - 10e étape du Tour de Colombie
- 1995
  - 9e étape du Clásico RCN
  - 1re étape du Tour de Colombie
- 1999
  - 3e étape du Tour de Colombie
  - 3e du championnat de Colombie sur route
- 2000
  - 10e étape du Tour du Táchira
  - 13e étape du Tour de Colombie
- 2003
  - 6e étape du Tour du Táchira
- 2004
  - 9e étape du Tour de Langkawi

## Résultats sur le Tour d'Italie
- 1992 : 58e
- 2000 : 77e
- 2001 : 110e
- 2002 : 74e
- 2003 : 85e
- 2004 : 83e

## Résultats sur les championnats

### Jeux olympiques
2 participations.
- Atlanta 1996
  - 47e de la course en ligne[1].
- Sydney 2000
  - 31e de la course en ligne[2].

### Championnats du monde amateurs
Course en ligne
1 participation.
- Stuttgart 1991 : 18e au classement final[3].